# Какодемон
Какодемон (др.-греч. κακοδαίμων, лат. kakodaimōn от κακός + δαίμων) — бес, злой дух, в противоположность нейтральному духу — демону или благому духу — агатодемону. 

## В астрологии
Есть упоминания, что в прошлые века в астрологии какодемоном назывался «двенадцатый дом» Солнца (одна из секций неба в астрологическом учении о 12 домах), считавшийся самым неблагоприятным, поскольку Сатурн, как считали астрологи, во время него сильнее всего проявлял своё «гибельное действие».

## В биологии
- Cacodaemon — род жуков-плеснеедов из подсемейства Lycoperdininae (Endomychidae)[4].

## В культуре
- В видеоиграх серии Doom присутствует одноимённый монстр.